# Ada Haseloff-Preyer
Agnes Henriette Emmy Elisabeth Adelheid „Ada“ Haseloff-Preyer, auch Ada Preyer (* 16. Oktober 1878 in Düsseldorf; † 10. November 1970 in Lübeck), war eine deutsche Malerin.

## Leben

### Familie
Ada Haseloff-Preyer war die Tochter des Landschaftsmalers Ernest Preyer und dessen Ehefrau Agnes Laura Carolina (* 24. Juni 1854 in Berlin, † 18. Jan. 1951 in Breklum), Tochter des Generalarztes Wilhelm Busch. Sie hatte noch drei Geschwister, zu diesen gehörte unter anderem der Politiker Dietrich Preyer.
Sie war ab dem 1. September 1911 mit dem Kunsthistoriker Arthur Haseloff verheiratet; ihre Kinder waren Günther Haseloff und Elisabeth Haseloff. Ab 1920 lebte sie mit ihrer Familie in der Esmarchstraße 20 in Kiel und ab April 1955 war sie, nach dem Tod ihres Ehemannes, in Büdelsdorf bei Rendsburg ansässig.

### Ausbildung und Künstlerisches Wirken
Ada Haseloff-Preyer erhielt eine Ausbildung bei dem Düsseldorfer Historienmaler Willy Spatz, der religiöse Themen bevorzugte und ab 1897 als Professor an der Düsseldorfer Kunstakademie lehrte. Anschließend ging sie zur weiteren Ausbildung nach Paris, wo sie von 1907 bis 1909 von Lucien Simon und Claudio Casteluccio unterrichtet wurde; dieser unterhielt ein eigenes Schüleratelier in Paris-Montparnasse.
Mit sieben Aquarellen, Interieurs und Stadtansichten von München, Florenz, Halle und Michelstadt nahm sie 1937 an der Ausstellung Kunstschaffen in Kiel teil.
Ihr Bild Zimmer im Hause Dr. Wassilys von 1940 befindet sich in Kieler Privatbesitz; mit dem Arzt und Maler Paul Wassily, der eine große Kunstsammlung in Kiel besaß und rege Kontakte zu vielen Künstlern und Kieler Persönlichkeiten unterhielt, war sie gut bekannt.